# Thomas Barr
Pour les articles homonymes, voir Barr.
Thomas Barr (né le 24 juillet 1992 à Waterford) est un athlète irlandais, spécialiste du 400 mètres haies et relayeur.

## Biographie
Son club est le Ferrybank AC. Il détient le record irlandais du 400 m haies obtenu en 48 s 90 le 14 juin 2014 à Genève et celui du 4 x 400 m obtenu en 3 min 3 s 57 le 16 août 2014 à Zurich, puis amélioré le lendemain en 3 min 1 s 67 avec notamment Brian Gregan et Mark English. Il avait battu une première fois, le 28 mai 2014, le record national du 400 m haies à Namur en 49 s 61 (le record datait de 1996). 
En début de saison 2015, il remporte un meeting à Gainesville, en 49 s 08 le 24 avril, puis le 15 mai à Doha, il établit la meilleure performance européenne en 48 s 99.
Lors de l'épreuve du Golden Gala de Rome le 4 juin 2015, il termine 4e en 48 s 65, même temps que le 3e Javier Culson, derrière Johnny Dutch et Michael Tinsley.
Aux Universiades, il est le premier athlète à remporter une médaille d'or irlandaise depuis 1991, en terminant devant l'Algérien Abdelmalik Lahoulou.
Au mois d'août, il remporte son cinquième titre national, peu avant de se rendre aux Championnats du monde, où il obtient une place de demi-finaliste sur les haies et améliore le record d'Irlande du relais 4 × 400 mètres en 3 min 1 s 26 en compagnie de Gregan, Brian Murphy et English.
En 2016, Thomas Barr conserve son titre national à Dublin. Insuffisamment remis d'une blessure à la hanche, il est éliminé en demi-finale des Championnats d'Europe. 
Lors des Jeux de Rio il remporte sa demi-finale en 48 s 39, nouveau record d'Irlande. En finale il passe sous la barre des 48 s et porte son record à 47 s 97, ce qui lui vaut une quatrième place, à 5 centièmes du podium. C'est le meilleur résultat d'un Irlandais dans cette épreuve aux Jeux depuis la victoire de Bob Tisdall en 1932.
Le 7 août 2017, Thomas Barr déclare forfait pour sa demi-finale des Championnats du monde de Londres à cause d'une intoxication alimentaire, qui touche d'ailleurs une trentaine d'autres athlètes.
Le 9 août 2018, il remporte la médaille de bronze des championnats d'Europe de Berlin en 48 s 31, son meilleur temps de la saison, derrière le Norvégien Karsten Warholm (47 s 64) et le Turc Yasmani Copello (47 s 81). Il devient le premier médaillé Irlandais de l'histoire sur le sprint aux championnats d'Europe d'athlétisme.

## Palmarès
| Date | Compétition                       | Lieu           | Résultat | Épreuve         | Temps         |
| ---- | --------------------------------- | -------------- | -------- | --------------- | ------------- |
| 2015 | Universiades                      | Gwangju        | 1er      | 400 m haies     | 48 s 78       |
| 2016 | Jeux olympiques                   | Rio de Janeiro | 4e       | 400 m haies     | 47 s 97       |
| 2017 | Championnats d'Europe par équipes | Vaasa          | 2e       | 4 x 400 m       | 3 min 5 s 08  |
| 2018 | Championnats d'Europe             | Berlin         | 3e       | 400 m haies     | 48 s 31       |
| 2019 | Championnats d'Europe par équipes | Sandnes        | 4e       | 400 m haies     | 51 s 12       |
| 2024 | Relais mondiaux                   | Nassau         | 3e       | 4 × 400 m mixte | 3 min 11 s 53 |
| 2024 | Championnats d'Europe             | Rome           | 1er      | 4 × 400 m mixte | 3 min 9 s 92  |

### National
- 12 titres sur 400 m haies : 2011-2018, 2021-2024[9]

## Records
| Épreuve     | Performance  | Lieu           | Date         |
| ----------- | ------------ | -------------- | ------------ |
| 400 m haies | 47 s 97 (NR) | Rio de Janeiro | 18 août 2016 |